# Балтійська захисна лінія
Балтійська захисна лінія (ест. Balti kaitsevöönd, латис. Baltijas aizsardzības līnija, лит. Baltijos gynybos linija) це запланована лінія спільної оборони Естонії, Латвії та Литви вздовж їхніх кордонів з Росією та Білорусією. Балтійську лінію оборони було оголошено 19 січня 2024 року під час спільної зустрічі міністрів оборони Латвії, Естонії та Литви в Ризі. В Естонії мають розпочати будівництво Балтійської лінії оборони у 2025 році, будівництво має розпочатися в Литві до кінця літа 2024 року, а в Латвії будівництво почалося 2 травня 2024 року.
За словами Байби Браже, міністра закордонних справ Латвії, будівництво Балтійської лінії оборони може тривати до десяти років.

## Структура
Балтійська лінія оборони буде складатися з протимобільних оборонних споруд, наприклад, принаймні шістсот бункерів вздовж кожного окремого державного кордону, використання природних і штучних перешкод, таких як ліси і річки, протитанкові рови вздовж кордонів трьох Балтійських держав. Є підозри, що реактивні артилерійські системи M142 HIMARS також будуть використовуватися для оборони.
Окрім оборонних споруд Балтійська лінія оборони також складатиметься зі складів, де зберігатимуться оборонні елементи, такі як зуби дракона, протитанкові їжаки і колючий дріт.